# Синеголовая великолепная райская птица
Синеголовая великолепная райская птица (лат. Diphyllodes respublica) — вид воробьинообразных птиц из семейства райских птиц (Paradisaeidae). Она распространена в Индонезии на островах Вайгео и Батанта, которые находятся северо-западнее от острова Новая Гвинея. Длина тела — 16 см.